# Салаши, Ференц
Фе́ренц Са́лаши (венг. Szálasi Ferenc; 6 января 1897, Кашша, Королевство Венгрия — 12 марта 1946, Будапешт, Венгрия) — венгерский ультраправый политик, основатель и лидер фашистской партии Скрещённых стрел. После организованного Германией государственного переворота — глава марионеточного правительства Венгрии, «лидер нации» (венг. Nemzetvezető) (1944—1945), «последний союзник Гитлера». За своё недолгое существование режим Салаши принял активное участие в Холокосте и сопротивлении наступающей Красной Армии. После окончания войны осуждён венгерским судом и казнён за военные преступления.

## Биография
Родился 6 января 1897 года. Отец Салаши был профессиональным солдатом австро-венгерской армии. Ряд историков указывают, что его предки по отцовской линии, вероятно, были армяне (фамилия его прадеда была Салосьян; в современной Венгрии армянское происхождение Салаши оспаривается) и немцы, по материнской линии — венгры и словаки.
Служил в австро-венгерской армии во время Первой мировой войны, затем в Генеральном штабе Венгрии, дослужился до майора (1933), после чего ушёл в отставку и занялся политикой. Был сторонником территориального и культурного экспансионизма, доминирования Венгрии в Европе. В 1935 году создал Партию национальной воли, вскоре запрещённую правительством Хорти за радикализм. Новая его партия, называвшаяся, по образцу НСДАП, Венгерской национал-социалистической партией, также была запрещена в 1937 году. В 1938 Салаши был приговорён к 3 годам тюремного заключения за агитацию против Хорти. Оставшиеся на свободе крайне правые создали коалиционную партию «Скрещённые стрелы» (венг. Nyilaskeresztes párt), лидером которой был объявлен находившийся в заключении Салаши. На парламентских выборах 1939 года «Скрещённые стрелы» получили 30 мест, а в 1940 году их вождь был освобождён по амнистии, но и эта партия вскоре была запрещена за критику недостаточного участия Венгрии в начавшейся Второй мировой войне и продолжала действовать подпольно.
Салаши вступил в прямой контакт с гитлеровским правительством и получил его политическую поддержку. В марте 1944 года прогерманское правительство Дёме Стояи легализовало «Скрещённые стрелы», которые стали мощной политической силой. Но когда в августе-сентябре 1944 года советские войска приблизились к границам Венгрии, регент Венгрии Миклош Хорти, задумавший заключить сепаратное перемирие с СССР, велел сместить Стояи и арестовать Салаши. Этого не мог потерпеть Гитлер, уже утративший к этому времени всех своих союзников, которые либо были оккупированы войсками антигитлеровской коалиции, либо сами перешли на её сторону и объявили Германии войну (как Румыния и Финляндия). Венгрия имела особую стратегическую значимость из-за месторождений нефти (особенно после утраты румынских нефтяных месторождений). 15 октября 1944 года, в день начала перемирия Венгрии с Советским Союзом, немцы совершили в Будапеште государственный переворот, сын Миклоша Хорти был похищен спецназовцами Отто Скорцени, и регенту пришлось отказаться от своих полномочий в пользу Салаши, который стал премьер-министром и главой государства («вождём венгерского народа»), получившего название «Венгерский Союз Древних Земель».
После прихода Салаши к власти, в первый же день своего недолгого правления, он издал указ об отмене перемирия с Советским Союзом и «тотальной военной мобилизации» всех жителей Венгрии от 12 до 70 лет, для обороны государства. Вскоре возобновились начатые ещё в марте 1944 года массовые акции по уничтожению сотен тысяч венгерских евреев и цыган и их депортации в Германию; по мере того, как приближались советские войска, заключённых выводили из лагерей и гнали в глубь страны к германской границе (марш смерти). Массовые убийства в Венгрии считаются одним из последних эпизодов Холокоста.

## Падение, суд и казнь
24 декабря 1944 года советско-румынские войска подошли к Будапешту и к февралю 1945 года разгромили защищавшую его немецко-венгерскую группировку войск. Салаши, покинувший Будапешт вместе со своим правительством ещё 9-11 декабря, продолжал из города Сомбатхей контролировать районы Венгрии, не занятые Красной Армией, до 28 марта 1945 года, после чего бежал в Австрию, где 6 мая 1945 года был арестован американцами. 3 октября 1945 года выдан венгерскому правительству, с рядом сподвижников предстал перед судом в Будапеште по обвинению в военных преступлениях и преступлениях против человечности, 28 февраля 1946 года был приговорён к смертной казни.
12 марта 1946 года в 15 часов 25 минут по местному времени Ференц Салаши был повешен во дворе Будапештской городской тюрьмы. Вместе с ним были казнены другие лидеры «Скрещённых стрел» Габор Вайна, Карой Берегфи и Йожеф Гера. Прошение о помиловании, поданное всеми осуждёнными, было отклонено 15 марта 1946 года, уже после приведения в исполнение смертного приговора.